# Lile piquitinga
Lile piquitinga és una espècie de peix pertanyent a la família dels clupeids
present a l'Atlàntic occidental: des de Nueva Esparta (Veneçuela) fins a Bahia i Espírito Santo (Brasil). És un peix marí d'aigua salabrosa, pelàgic-nerític i de clima tropical (13°N-20°S, 70°W-32°W) que viu entre 0-50 m de fondària.
Pot arribar a fer 15 cm de llargària màxima (normalment, en fa 12). Té 13-21 radis tous a l'aleta dorsal i 12-23 a l'anal. És molt similar a Lile stolifera però les puntes de l'aleta caudal no són negres.
És inofensiu per als humans.